# Barabar
Les muntanyes Barabar són un grup muntanyós de Bihar, principalment al districte de Gaya i actualment també al modern districte de Jehanabad, Índia.
El cim més alt es diu Barabar hi té un temple consagrat a Sidheswara, amb un lingam portat per Bana Raja, el rei Asura de Kamarupa que va fer sagnants guerra contra Krishna; el setembre es fa una fira a aquest lloc. Al sud hi ha unes coves excavades anomenades Satghar (Set Cases), de les que quatre es troben en un mateix indret i una d'aquestes va restar per acabar; les inscripcions permeten comprovar que foren excavades a partir del 252 aC i durant 36 anys; altres tres coves estan al lloc anomenat Nagarjoni i proper a aquest hi ha la font sagrada de Patalganga, i a la base del pic de Kowadol una gran figura de Buda (es creu que en aquest pic hi havia el monestir budista de 
Silabhadra visitat pel peregrí xinès Hiuen Tsiang; en el conjunt de les muntanyes hi ha altres figures i escultures.